# Per Aabel
Per Pavels Aabel (født 25. april 1902 i Oslo, død 22. december 1999) var en norsk skuespiller, tegner, danser, koreograf og instruktør.

## Liv og arbejde
Per Aabel var søn af skuespilleren Hauk Aabel, og fik uddannelse indenfor tegning i Paris og ballet i London. Hans første kunstneriske opgave var at illustrere en børnebog, men han ofrede hurtigt tegnekarrieren til fordel for dansen. Som balletdanser debuterede han i 1921 på Mayol i balletten Carneval. Efter at have været danselærer i Oslo i flere år, fik han i 1926 sin første instruktøropgave ved Nationaltheatret. Først i 1931 debuterede han som skuespiller på Det Nye Teater.
Aabel var direktør for Carl Johan-Teatret i perioden 1933 til 1938. Sammen med blandt andre Thorleif Reiss og Wenche Foss stod han bag en række forestillinger i den lystigste og mest groteske genre. Aabel og Foss udviklede en timing og et samspil som skulle blive videreført i andre sammenhænge i årtier fremover. Han var ansat ved Centralteatret fra 1938 til 1940 og ved Nationaltheatret fra 1940 til 1972. Som pensionist arbejdede han freelance, og gæstede Nationaltheatret jævnligt. Han deltog under teatrets 100-års-jubilæum i 1999, kun uger før han døde. Aabel var da 97 år gammel.
Som teatermand med bred fagbaggrund blev Per Aabel en central kulturpersonlighed indenfor norsk scenekunst og underholdning i størstedelen af forrige århundrede. Han spillede en række roller, særligt i komedier, på teater og i film, blandt andet i flere Holberg-stykker og som populær oplæser af H.C. Andersens eventyr.
Per Aabel fik statens æreslønn fra 1973. Han modtog Storkors af St. Olavs Orden i 1988. Han vandt Spellemannprisen 1975 i åben klasse. En statue af ham, udført af Nina Sundbye, blev afsløret udenfor Nathionaltheatret i 1999. Han blev begravet på statens bekostning.

## Priser og udmærkelser (udvalg)
- 1970 – Karl Gerhards Hederspris